# John Lind (konstnär)
John Eskil Lind, född 19 november 1901  i Upperud, Dalsland, död 1 maj 1956, var en svensk målare.
Lind studerade konst för Sigfrid Ullman vid Valands målarskola i Göteborg 1934-1935 därefter bosatte han sig en tid i Paris 1937. Han medverkade i ett stort antal samlingsutställningar bland annat i Dalslänningar som visades i Göteborg 1943 och i Lidköpings 500 års utställning och i konstnärsgruppen Dalslänningarnas utställningar på olika platser i Sverige. Han räknades som en Dalslands kolorist med ett eget skimrande ljus i sina målningar. Hans konst består av tavlor med ett religiöst innehåll.   